# Heidi Kurkinen
Heidi Kurkinen (* 19. März 1984) ist eine ehemalige finnische Snowboarderin. Sie startete in der Disziplin Halfpipe.

## Werdegang
Kurkinen startete im Januar 2002 in Arosa erstmals im Snowboard-Weltcup, wobei sie den 15. Platz belegte. Im März 2002 erreichte sie in Ruka mit Platz zwei ihre erste Podestplatzierung im Weltcup. Bei den folgenden Juniorenweltmeisterschaften 2002 in Rovaniemi gewann sie die Silbermedaille. In der Saison 2002/03 holte sie im Stoneham ihren einzigen Weltcupsieg und erreichte zum Saisonende mit Platz sechs im Halfpipe-Weltcup ihr bestes Gesamtergebnis. Beim Saisonhöhepunkt, den Snowboard-Weltmeisterschaften 2003 am Kreischberg, errang sie den 13. Platz. Zudem wurde sie im April 2003 finnische Meisterin in der Halfpipe und im Big Air. In der folgenden Saison siegte sie erneut bei den finnischen Meisterschaften in der Halfpipe und errang mit vier Top-Zehn-Platzierungen den zehnten Platz im Halfpipe-Weltcup. Bei den Snowboard-Weltmeisterschaften 2005 in Whistler belegte sie den 22. Platz. Ihren 23. und damit letzten Weltcup absolvierte sie im Dezember 2005 in Whistler, welchen sie auf dem 29. Platz beendete.

## Weltcupsiege und Weltcup-Gesamtplatzierungen

### Weltcupsiege
| Nr. | Datum             | Ort      | Disziplin |
| --- | ----------------- | -------- | --------- |
| 1.  | 21. Dezember 2002 | Stoneham | Halfpipe  |

### Weltcup-Gesamtplatzierungen
| Saison  | Gesamt | Gesamt | Halfpipe | Halfpipe |
| Saison  | Punkte | Platz  | Punkte   | Platz    |
| ------- | ------ | ------ | -------- | -------- |
| 2001/02 | -      | -      | 1450     | 17.      |
| 2002/03 | -      | -      | 2440     | 6.       |
| 2003/04 | -      | -      | 2120     | 10.      |
| 2004/05 | -      | -      | 250      | 38.      |
| 2005/06 | 36     | 182.   | 36       | 66.      |